# Clathraria elongata
Clathraria elongata är en korallart som först beskrevs av Gray 1859.  Clathraria elongata ingår i släktet Clathraria och familjen Melithaeidae. Inga underarter finns listade i Catalogue of Life.